# Ganymedebdella
Ganymedebdella är ett släkte av ringmaskar som beskrevs av Leigh-Sharpe 1915. Ganymedebdella ingår i familjen fiskiglar.
Släktet innehåller bara arten Ganymedebdella cratere.